# Achaearanea vivida
Achaearanea vivida är en spindelart som först beskrevs av Eugen von Keyserling 1891.  Achaearanea vivida ingår i släktet Achaearanea och familjen klotspindlar. Inga underarter finns listade i Catalogue of Life.